# Krásensko
Krásensko är en ort i Tjeckien.   Den ligger i regionen Södra Mähren, i den östra delen av landet, 190 km öster om huvudstaden Prag. Krásensko ligger 557 meter över havet och antalet invånare är 444.
Terrängen runt Krásensko är huvudsakligen platt, men söderut är den kuperad. Runt Krásensko är det ganska tätbefolkat, med 62 invånare per kvadratkilometer. Närmaste större samhälle är Vyškov, 15,6 km sydost om Krásensko. Trakten runt Krásensko består till största delen av jordbruksmark.